# Supergroep (stratigrafie)
Een supergroep is in de lithostratigrafie een verzameling geologische groepen, die in een vaste opeenvolging wordt aangetroffen. 
Voorbeelden:
- Noordzee Supergroep[1] de verzameling van alle gesteenten jonger dan het Krijt in Nederland en het Nederlandse continentale plat.
- Roraima Supergroep[2] de verzameling van paleoproterozoïsche sedimenten van het Guianaschild.
- Karoosupergroep de verzameling van gesteenten in Zuidelijk Afrika van Carboon- tot Juraouderdom.